# Orthomus susanae
Orthomus susanae é uma espécie de insetos coleópteros pertencente à família Carabidae.
A autoridade científica da espécie é Serrano & Borges, tendo sido descrita no ano de 2009.
Trata-se de uma espécie presente no território português.